# Kênh Truyền hình Công an nhân dân
Truyền hình Công an nhân dân là đơn vị sự nghiệp báo chí trực thuộc Bộ Công an Việt Nam với những thông tin chuyên biệt với những thông tin về Công an nhân dân Việt Nam và tình hình an ninh trật tự xã hội.
Ngoài các chuyên mục chính về an ninh trật tự, kênh truyền hình Công an nhân dân cũng dành thời lượng cho các chương trình về điện ảnh, ca nhạc, sân khấu. Kênh truyền hình Công an nhân dân được phát sóng chuẩn hình ảnh HD trên các hệ thống truyền hình cáp VTVCab, SCTV, HTVC, HCA TV, truyền hình số vệ tinh K+, truyền hình kỹ thuật số IPTV, MyTV, FPT và truyền hình số mặt đất và số vệ tinh AVG. Phóng viên của kênh truyền hình ANTV có mặt tại tất cả các Tổng cục, Bộ Tư lệnh thuộc công an các tỉnh, thành phố của Việt Nam.
Kênh truyền hình Công an nhân dân hiện đã có mặt trên tất cả hệ thống số truyền hình trả tiền và các hạ tầng kênh truyền hình ứng dụng OTT: VTVcab, HTVC, SCTV, VOTV, AVG, K+, ClipTV, MyTV, VieON, TV360, VTVcab ON, FPT Play,...

## Lịch sử
Ngày 5 tháng 11 năm 2010, Nguyên Thủ tướng Chính phủ Việt Nam Nguyễn Tấn Dũng đã đồng ý chủ trương thành lập kênh truyền hình Công an nhân dân. Kênh truyền hình ANTV do Trung tâm Phát thanh, Truyền hình, Điện ảnh Công an nhân dân phối hợp cùng công ty AVG để tổ chức sản xuất chương trình. Trong buổi lễ buổi họp báo công bố thành lập kênh vào ngày 2 tháng 1 năm 2011, Thượng tướng Nguyễn Khánh Toàn, Thứ trưởng thường trực Bộ Công an đã đánh giá việc kết hợp này sẽ giúp kênh truyền hình mới có thể tiến tới tự chủ về tài chính, không phụ thuộc vào ngân sách nhà nước. Kênh được phát sóng thử nghiệm từ 00h00 ngày 11 tháng 11 năm 2011, phát sóng tạm thời từ 11h00 ngày 30 tháng 11 năm 2011 và phát sóng chính thức từ 20h30 ngày 11 tháng 12 năm 2011.
"Nhân văn, tin cậy, kịp thời, hấp dẫn" là 4 tiêu chí mà Trung tướng, nhà văn Hữu Ước, Tổng biên tập kênh truyền hình ANTV đưa ra sau khi phát sóng.
Ngày 7 tháng 3 năm 2012, ANTV chính thức ra mắt trang thông tin điện tử website: www.antv.gov.vn phục vụ nhu cầu của đông đảo độc giả và khán giả trên mạng Internet sau hơn 3 tháng thử nghiệm.

## Lãnh đạo hiện nay
- Giám đốc: Đại tá Nguyễn Anh Tuấn, kiêm Phó Cục trưởng Cục Truyền thông CAND.
- Phó Giám đốc: Đại tá - NSƯT Cao Xuân Long.
- Phó Giám đốc: Thượng tá Nguyễn Mai Thao.
- Phó Giám đốc: Trung tá Nguyễn Văn Thịnh.

## Lượng người xem
Là kênh truyền hình thuộc Công an nhân dân Việt Nam, kênh này có khả năng có được những thông tin độc quyền về an ninh trật tự xã hội từ khắp các địa phương từ bộ phận truyền thông trong cơ quan công an của các địa phương cung cấp. Vì thế kênh đặc biệt thu hút lượng khán giả đáng kể người xem, đặc biệt là người xem quan tâm đến tin tức an ninh trật tự xã hội và các câu chuyện về điều tra và vụ án. Báo cáo năm 2021 từ VIETNAM-TAM cho thấy kênh có thị phần khoảng 9.1% trong nhóm các kênh thiết yếu, chỉ sau VTV1.

## Chương trình
Đây là danh sách các chương trình phát sóng trên ANTV, các chương trình đang phát sóng được thể hiện dưới dạng in đậm.
- 113 Online[5]
- Alo 114
- An ninh 24h
- An ninh ngày mới
- An ninh thế giới
- An ninh toàn cảnh
  - An ninh toàn cảnh: 113 Online
  - An ninh toàn cảnh: Nhận diện tội phạm
  - An ninh Toàn cảnh: Thực phẩm sạch hay bẩn
  - An ninh Toàn cảnh: Cư dân mạng
  - An ninh Toàn cảnh: Sắc màu thế giới
  - An ninh Toàn cảnh: Lệnh truy nã
  - An ninh Toàn cảnh: Sức khoẻ 365
  - An ninh Toàn cảnh: Câu chuyện giao thông
  - An ninh Toàn cảnh: Góc nhìn chuyên gia
  - An ninh toàn cảnh: An toàn 365
- An ninh với cuộc sống
- An toàn sống
- ANTV kết nối muôn phương
- Bản tin kinh tế & tiêu dùng
- Camera giấu kín
- Điều tra qua thư khán giả
- Góc nhìn sự thật
- Hành trình phá án
- Hồ sơ vụ án
- Kỹ năng sống
- Người giấu mặt
- Nhật ký an ninh
- Nhân vật sự kiện
- Phóng sự điều tra
- Tin nhanh
- Việt Nam quê hương tôi
- Xã bình yên
- Nhịp sống thể thao (phát song song với NCM - BTV10)
- 2 mặt V-League (phát song song với NCM - BTV10)
- Tường thuật bóng đá

## Thời lượng phát sóng

### Truyền hình
- 11/12/2011 - nay: 24/24h hàng ngày

### Phát thanh
- 19/01/2003 - 29/04/2010: 09:00 - 23:00 hàng ngày (14/24h)
- 30/04/2010 - 10/11/2011: 07:00 - 23:00 hàng ngày (16/24h)
- 11/11/2011 - 13/06/2014: 06:00 - 24:00 hàng ngày (18/24h)
- 14/06/2014 - 28/02/2017: 05:30 - 24:00 hàng ngày (18h30/24h)
- 01/03/2017 - nay: 05:00 - 24:00 hàng ngày (19/24h)

## Sự cố
Ngày 27 tháng 2 năm 2016, chương trình Dự báo thời tiết trưa phát sóng trên kênh ANTV đã bị khán giả phát hiện ra lỗi sai khá nghiêm trọng. Theo đó, trong bản tin dự báo thời tiết những ngày sắp tới tại khu vực Nam Bộ, kênh truyền hình này đưa ra dự báo ngày 30 tháng 2 (một ngày chưa bao giờ tồn tại trong Dương lịch) với nhiệt độ thấp nhất là 21 °C, cao nhất là 35 °C.